# Campeonato Mundial de Ginástica Artística de 1992
O XXVII Campeonato Mundial de Ginástica Artística transcorreu entre os dia 15 e 19 de abril de 1992, na cidade de Paris, França.
Nesta competição não houve as disputas por equipes e do individual geral. Foram disputados apenas as finais por aparelhos.

## Eventos
- Solo masculino
- Barra fixa
- Barras paralelas
- Cavalo com alças
- Argolas
- Salto sobre a mesa masculino
- Trave
- Solo feminino
- Barras assimétricas
- Salto sobre a mesa feminino

## Medalhistas
Masculino
| Evento           | Ouro                                                                           | Prata                                    | Bronze                                                        |
| Salto            | You Ok Youl Coreia do Sul (9,675)                                              | Igor Korobchinsky CEI (9,587)            | Curtis Hibbert · Canadá · Victor Colon · Porto Rico · (9,581) |
| Solo             | Igor Korobchinsky CEI (9,812)                                                  | Vitaly Scherbo CEI (9,687)               | Maik Krahberg · Alemanha · (9,625)                            |
| Cavalo com alças | Marius Urzica · CEI · Li Jing · China · Pae Gil Su · Coreia do Norte · (9,850) | nenhum                                   | nenhum                                                        |
| Barras paralelas | Alexei Voropaev CEI (9,900)                                                    | Li Jing · China · (9,887)                | Valery Belenky CEI (9,800)                                    |
| Argolas          | Vitaly Scherbo CEI (9,900)                                                     | Szilveszter Csollany · Hungria · (9,850) | Grigory Misutin CEI (9,837)                                   |
| Barra fixa       | Grigory Misutin CEI (9,862)                                                    | Zoltan Supola · Hungria · (9,825)        | Igor Korobchinsky CEI (9,787)                                 |

Feminino
| Evento              | Ouro                                   | Prata                                                  | Bronze                                                             |
| Salto               | Henrietta Onodi · Hungria · (9,950)    | Svetlana Boginskaya CEI (9,943)                        | Oksana Chusovitina CEI (9,937)                                     |
| Solo                | Kim Zmeskal Estados Unidos (9,937)     | Henrietta Onodi · Hungria · (9,912)                    | Maria Neculiţă · Roménia · (9,950) Tatiana Lysenko · CEI · (9,887) |
| Trave               | Kim Zmeskal Estados Unidos (9,925)     | Li Yifang · China · Maria Neculiţă · Roménia · (9,850) | nenhum                                                             |
| Barras assimétricas | Lavinia Miloşovici · Roménia · (9,950) | Betty Okino Estados Unidos (9,900)                     | Mirela Pasca · Roménia · (9,887)                                   |

## Quadro de medalhas
| Ordem | País            | Medalha de ouro | Medalha de prata | Medalha de bronze |     |
| ----- | --------------- | --------------- | ---------------- | ----------------- | --- |
| 1     | União Soviética | 5               | 3                | 5                 | 13¹ |
| 2     | China           | 2               | 2                |                   | 4   |
| 3     | Estados Unidos  | 2               | 1                |                   | 3   |
| 4     | Hungria         | 1               | 2                |                   | 3   |
| 5     | Roménia         | 1               | 1                | 2                 | 4   |
| 6     | Coreia do Norte | 1               |                  |                   | 1   |
| 6     | Coreia do Sul   | 1               |                  |                   | 1   |
| 8     | Alemanha        |                 |                  | 1                 | 1   |
| 8     | Canadá          |                 |                  | 1                 | 1   |
| 8     | Porto Rico      |                 |                  | 1                 | 1   |
| TOTAL | TOTAL           | 13              | 9                | 10                | 32  |

- Nota¹: Os ginastas da União Soviética disputaram a competição como Comunidade dos Estados Independentes (CEI).